# Scrittori tradotti da scrittori
Scrittori tradotti da scrittori è stata una collana di Giulio Einaudi Editore voluta e curata personalmente da Giulio Einaudi nel 1983. Si tratta di titoli scovati all'interno del proprio catalogo o acquistati da altri editori o commissionati direttamente ai traduttori-scrittori. All'interno della collana, con copertina morbida blu chiaro, una serie speciale, con copertina grigio scura, stampava con testo a fronte almeno due traduzioni. Questa serie, chiamata trilingue era curata da Valerio Magrelli. Di 82 volumi (di cui uno in tre tomi), 12 appartengono alla serie trilingue. Dopo la chiusura nel 2000, alcuni titoli sono stati ristampati nei tascabili, come serie a sé.

## Volumi pubblicati
- 1. Kafka, Il processo, tradotto da Primo Levi (poi n. 324 nella collana Einaudi Tascabili)
- 2. Stevenson, Lo strano caso del Dr. Jekyll e del Sig. Hyde, tradotto da Carlo Fruttero e Franco Lucentini (poi n. 349 nella collana Einaudi Tascabili)
- 3. Flaubert, La signora Bovary, tradotto da Natalia Ginzburg
- 4. Voltaire, Candido ovvero l'ottimismo, tradotto da Riccardo Bacchelli, con una nota di Leonardo Sciascia
- 5. Poe, I racconti, 3 volumi tradotti da Giorgio Manganelli
- 6. Shakespeare, La tempesta, tradotto in napoletano da Eduardo De Filippo
- 7. Queneau, I fiori blu, tradotto da Italo Calvino (poi n. 325 nella collana Einaudi Tascabili)
- 8. Flaubert, L'educazione sentimentale, tradotto da Lalla Romano
- 9. Gogol', Racconti di Pietroburgo, tradotti da Tommaso Landolfi  (poi n. 326 nella collana Einaudi Tascabili)
- 10. Diderot, Il nipote di Rameau, tradotto da Augusto Frassineti
- 11. James, Giro di vite, tradotto da Fausta Cialente (poi n. 327 nella collana Einaudi Tascabili)
- 12. Eschilo, L'Orestiade, tradotta da Pier Paolo Pasolini
- 13. Constant, Adolphe, tradotto da Oreste Del Buono
- 14. Borges, Finzioni, tradotto da Franco Lucentini (poi n. 328 nella collana Einaudi Tascabili)
- 15. Puškin, Mozart e Salieri e altri microdrammi, tradotti da Tommaso Landolfi
- 16. Lope de Vega, La nascita di Cristo, tradotto da Carmelo Samonà
- 17. Kafka, Nella colonia penale e altri racconti, tradotti da Franco Fortini
- 18. Mérimée, Carmen e altri racconti, tradotti da Sandro Penna, con un saggio di Cesare Garboli e una nota di Pietro Paolo Trompeo
- 19. London, Il richiamo della foresta, tradotto da Gianni Celati (poi n. 350 nella collana Einaudi Tascabili)
- 20. Stein, Autobiografia di Alice Toklas, tradotto da Cesare Pavese
- 21. Molière, Il misantropo, tradotto da Cesare Garboli
- 22. Daudet, I tre libri di Tartarino,[1] tradotti da Aldo Palazzeschi, con un saggio di Antonio Faeti
- 23. Hudson, La vita nella foresta, tradotto da Eugenio Montale, a cura di Maria Antonietta Grignani
- 24. Schnitzler, Le sorelle ovvero Casanova a Spa, tradotto da Claudio Magris
- 25. Babel', Racconti di Odessa, tradotto da Franco Lucentini
- 26. Pessoa, Il marinaio: dramma statico in un quadro, tradotto da Antonio Tabucchi (poi n. 348 nella collana Einaudi Tascabili)
- 27. Verne, Viaggio al centro della Terra, tradotto da Carlo Fruttero e Franco Lucentini
- 28. Radiguet, Il diavolo in corpo, tradotto da Francesca Sanvitale (poi n. 329 nella collana Einaudi Tascabili)
- 29. Maupassant, L'eredità, tradotto da Massimo Mila
- 30. Beckford, Vathek, tradotto da Giaime Pintor, postfazione di Malcom Skey
- 31. Swift, I viaggi di Gulliver, tradotto da Lidia Storoni Mazzolani
- 32. Philippe, Bubu di Montparnasse, tradotto da Vasco Pratolini, con una testimonianza di André Gide
- 33. Flaubert, La tentazione di sant'Antonio, tradotto da Agostino Richelmy
- 34. Fromentin, Dominique, tradotto da Rosetta Loy
- 35. Proust, La strada di Swann, tradotto da Natalia Ginzburg
- 36. Shakespeare, Riccardo II, tradotto da Mario Luzi
- 37. James, Fiducia, tradotto da Giorgio Manganelli
- 38. Mann, La morte a Venezia, tradotto da Paola Capriolo
- 39. Morley, Il Cavallo di Troia, tradotto da Cesare Pavese
- 40. Hoffmann, Mastro Pulce: fiaba in sette avventure, tradotto da Giorgio Vigolo, con una nota di Claudio Magris
- 41. Apuleio, L'asino d'oro, tradotto da Massimo Bontempelli
- 42. Marivaux, Il villan rifatto, tradotto da Alessandro Bonsanti, con una nota di Valerio Magrelli
- 43. Maupassant, Boule de suif; La maison Tellier, tradotti da Mario Fortunato
- 44. Shakespeare, Misura per misura, tradotto da Cesare Garboli
- 45. Barbey d'Aurevilly, La stregata, tradotto da Gian Piero Bona
- 46. Vicente, Trilogia delle Barche, tradotti da Gianfranco Contini, con una nota di Claudio Ciociola
- 47. Cazotte, Il diavolo innamorato, tradotto da Franco Cordelli
- 48. Rousseau, Le fantasticherie del passeggiatore solitario, tradotto da Andrea Canobbio
- 49. Schiller, Wallenstein, tradotto da Massimo Mila, con una nota di Cesare Cases
- 50. Conrad, Typhoon, tradotto in francese da André Gide e in italiano da Ugo Mursia, a cura di Valerio Magrelli (serie trilingue)
- 51. Carroll, Humpty Dumpty, tradotto in francese da Antonin Artaud e in italiano da Guido Almansi e Giuliana Pozzo, a cura di Carlo Pasi (serie trilingue)
- 52. Petronio, Satyricon, tradotto da Edoardo Sanguineti
- 53. Alarcón,  La verità sospetta, tradotto da Carlo Emilio Gadda, a cura di Claudio Vela
- 54. Poesie del Cathay, tradotte in inglese da Ezra Pound ed in italiano da Maria Rita Masci, a cura di Alessandra C. Lavagnino e Maria Rita Masci (serie trilingue)
- 55. Virgilio, Bucolica, tradotto in francese da Paul Valéry e in italiano da Carlo Carena, a cura di Carlo Carena (serie trilingue)
- 56. Gottfried Keller, Romeo e Giulietta al villaggio, tradotto da Paola Capriolo
- 57. Maupassant, Una vita, tradotto da Natalia Ginzburg, a cura di Giacomo Magrini (poi n. 347 nella collana Einaudi Tascabili)
- 58. Beckett, Mal vu mal dit, tradotto dall'autore stesso in inglese e in italiano da Renzo Guidieri, a cura di Nadia Fusini (serie trilingue)
- 59. Gide, I nutrimenti terrestri, tradotto da Gianni D'Elia
- 60. Melville, Benito Cereno, tradotto da Cesare Pavese, a cura di Ottavio Fatica
- 61. Woolf, Le onde, tradotto da Nadia Fusini
- 62. Valéry, Le cimitière marin, tradotto in spagnolo da Jorge Guillén ed in italiano da Mario Tutino, a cura di Giuseppe E. Sansone (serie trilingue)
- 63. Anderson, Riso nero, tradotto da Cesare Pavese, a cura di Marisa Caramella
- 64. Poe, The Raven, Ulalume, Annabel Lee, tradotti in portoghese da Fernando Pessoa e in italiano da Antonio Bruno, Gabriele Baldini e Elio Chinol, a cura di Paolo Collo (serie trilingue)
- 65. Joyce, Anna Livia Plurabelle, tradotto in francese da Samuel Beckett ed altri ed in italiano dall'autore con Nino Frank, in appendice versione di Luigi Schenoni, introduzione di Umberto Eco, a cura di Rosa Maria Bollettieri Bosinelli (serie trilingue)
- 66. Blixen, Babette's Feast, tradotto in danese da Karen Blixen e in italiano da Paola Ojetti, a cura di Anna Maria Segala (serie trilingue)
- 67. Wilde, Il ritratto di Dorian Gray, tradotto da Franco Ferrucci
- 68. Sofocle, Antigone, tradotto in tedesco da Friedrich Hölderlin e in italiano da Giuseppina Lombardo Radice, con un saggio di George Steiner, in appendice adattamento di Bertolt Brecht
- 69. Blake, Selected poems, tradotte in francese da Georges Bataille e in italiano da Giuseppe Ungaretti, a cura di Annamaria Laserra (serie trilingue)
- 70. Kleist, Käthchen di Heilbronn, tradotto da Giaime Pintor, a cura di Anna Maria Carpi
- 71. William Shakespeare, Sogno di una notte d'estate, tradotto da Patrizia Cavalli
- 72. London, La strada, tradotto da Maurizio Maggiani
- 73. Baudelaire, Lo spleen di Parigi, tradotto da Gianni D'Elia
- 74. Poe, Abitazioni immaginarie[2] tradotto in francese da Charles Baudelaire e in italiano da Giorgio Manganelli, Ludovica Koch ed Elisabetta Mazzarotto, a cura di Antonio Prete (serie trilingue)
- 75. Shakespeare, Riccardo III, tradotto da Patrizia Valduga
- 76. Faulkner, Non si fruga nella polvere, tradotto da Fernanda Pivano
- 77. Prevost, Manon Lescaut, tradotto da Silvia Ballestra
- 78. Nerval, Sylvie: ricordi del Valois, tradotto da Umberto Eco
- 79. William Shakespeare, Quaranta sonetti, tradotti in francese da Yves Bonnefoy e in italiano da Giuseppe Ungaretti, a cura di Carlo Ossola (serie trilingue)
- 80. Flaubert, Tre racconti, tradotti da Lalla Romano
- 81. La Fayette, La principessa di Clèves, tradotto da Rosetta Loy
- 82. Shakespeare, Re Lear, tradotto da Emilio Tadini